# بیگال
بیگال (به انگلیسی: Begal) یک منطقهٔ مسکونی در پاکستان است که در ناحیه چکوال واقع شده‌است.